# Individuel BC1 masculin aux Jeux paralympiques d'été de 2024
Cet article traite de l'épreuve masculine. Pour la compétition féminine, voir Individuel BC1 féminin aux Jeux paralympiques d'été de 2024.
Pour un article plus général, voir Boccia aux Jeux paralympiques d'été de 2024.
Navigation
Tokyo 2020 Los Angeles 2028
Le tournoi masculin BC1 de boccia aux Jeux paralympiques d'été de 2024 se déroule du 29 août au 2 septembre 2024 à Arena Paris Sud 1, en France.

## Médaillés
| Or               | Argent               | Bronze              |
| John Loung (HKG) | Jung Sung-joon (KOR) | Muhamad Syafa (INA) |

## Calendrier
| Date                   | Horaire | Manche           |
| ---------------------- | ------- | ---------------- |
| Jeudi 29 août          | 12 h 50 | Poules           |
| Vendredi 30 août       | 19 h 35 | Poules           |
| Samedi 31 août         | 11 h 40 | Poules           |
| Dimanche 1er septembre | 10 h 30 | Quarts de finale |
| Dimanche 1er septembre | 13 h 10 | Demi-finales     |
| Dimanche 1er septembre | 18 h 10 | Petite finale    |
| Lundi 2 septembre      | 11 h 40 | Finale           |

### Nations participantes
| Afrique | Amériques                   | Asie                                               | Europe                                              | Océanie |
| ------- | --------------------------- | -------------------------------------------------- | --------------------------------------------------- | ------- |
|         | - Brésil - Canada - Mexique | - Corée du Sud - Hong Kong - Indonésie - Thaïlande | - Grande-Bretagne - Pays-Bas - Portugal - Slovaquie |         |
| 0 pays  | 3 pays                      | 4 pays                                             | 4 pays                                              | 0 pays  |

## Phase de poule

### Poule A
| Athlète             | J | G | P | PG | PE | Diff. | Notes |
| ------------------- | - | - | - | -- | -- | ----- | ----- |
| David Smith (GBR)   |   |   |   |    |    |       |       |
| Daniel Perez (NED)  |   |   |   |    |    |       |       |
| Jose Oliveira (BRA) |   |   |   |    |    |       |       |

| Match | Date            | Joueur 1     | Résultat | Joueur 2      |
| ----- | --------------- | ------------ | -------- | ------------- |
| 1     | 29 août à 10h30 | David Smith  |          | Jose Oliveira |
| 5     | 30 août à 20h30 | Daniel Perez |          | Jose Oliveira |
| 9     | 31 août à 12h50 | David Smith  |          | Daniel Perez  |

### Poule B
| Athlète             | J | G | P | PG | PE | Diff. | Notes |
| ------------------- | - | - | - | -- | -- | ----- | ----- |
| Muhamad Syafa (INA) |   |   |   |    |    |       |       |
| Kim Dohyun (KOR)    |   |   |   |    |    |       |       |
| Tomas Kral (SVK)    |   |   |   |    |    |       |       |

| Match | Date            | Joueur 1      | Résultat | Joueur 2   |
| ----- | --------------- | ------------- | -------- | ---------- |
| 2     | 29 août à 10h30 | Muhamad Syafa |          | Tomas Kral |
| 6     | 30 août à 20h30 | Kim Dohyun    |          | Tomas Kral |
| 10    | 31 août à 12h50 | Muhamad Syafa |          | Kim Dohyun |

### Poule C
| Athlète                     | J | G | P | PG | PE | Diff. | Notes |
| --------------------------- | - | - | - | -- | -- | ----- | ----- |
| Witsanu Huadpradit (THA)    |   |   |   |    |    |       |       |
| Eduardo Sanchez Reyes (MEX) |   |   |   |    |    |       |       |
| Jung Sungjoon (KOR)         |   |   |   |    |    |       |       |

| Match | Date            | Joueur 1              | Résultat | Joueur 2              |
| ----- | --------------- | --------------------- | -------- | --------------------- |
| 3     | 29 août à 10h30 | Witsanu Huadpradit    |          | Jung Sungjoon         |
| 7     | 30 août à 20h30 | Eduardo Sanchez Reyes |          | Jung Sungjoon         |
| 11    | 31 août à 12h50 | Witsanu Huadpradit    |          | Eduardo Sanchez Reyes |

### Poule D
| Athlète               | J | G | P | PG | PE | Diff. | Notes |
| --------------------- | - | - | - | -- | -- | ----- | ----- |
| Andre Raoms (POR)     |   |   |   |    |    |       |       |
| John Loung (HKG)      |   |   |   |    |    |       |       |
| Lance Cryderman (CAN) |   |   |   |    |    |       |       |

| Match | Date            | Joueur 1    | Résultat | Joueur 2        |
| ----- | --------------- | ----------- | -------- | --------------- |
| 4     | 29 août à 10h30 | Andre Raoms |          | Lance Cryderman |
| 8     | 30 août à 20h30 | John Loung  |          | Lance Cryderman |
| 12    | 31 août à 12h50 | Andre Raoms |          | John Loung      |

## Phase finale
|  | Quarts de finale      | Quarts de finale      |                        |                        | Demi-finales          | Demi-finales          |  |  | Finale              | Finale              |
|  | Quarts de finale      | Quarts de finale      |                        |                        | Demi-finales          | Demi-finales          |  |  | Finale              | Finale              |
|  |                       |                       |                        |                        |                       |                       |  |  |                     |                     |
|  | 1er septembre à 10h30 | 1er septembre à 10h30 |                        |                        | 1er septembre à 13h10 | 1er septembre à 13h10 |  |  | 2 septembre à 11h40 | 2 septembre à 11h40 |
|  | 1er septembre à 10h30 | 1er septembre à 10h30 |                        |                        | 1er septembre à 13h10 | 1er septembre à 13h10 |  |  | 2 septembre à 11h40 | 2 septembre à 11h40 |
|  |                       |                       |                        |                        | 1er septembre à 13h10 | 1er septembre à 13h10 |  |  | 2 septembre à 11h40 | 2 septembre à 11h40 |
|  |                       |                       |                        |                        | 1er septembre à 13h10 | 1er septembre à 13h10 |  |  | 2 septembre à 11h40 | 2 septembre à 11h40 |
|  |                       |                       |                        |                        | 1er septembre à 13h10 | 1er septembre à 13h10 |  |  | 2 septembre à 11h40 | 2 septembre à 11h40 |
|  |                       |                       |                        |                        |                       |                       |  |  | 2 septembre à 11h40 | 2 septembre à 11h40 |
|  | 1er septembre à 10h30 |                       |                        |                        |                       |                       |  |  | 2 septembre à 11h40 | 2 septembre à 11h40 |
|  |                       |                       |                        |                        |                       |                       |  |  | 2 septembre à 11h40 | 2 septembre à 11h40 |
|  |                       |                       |                        |                        |                       |                       |  |  | 2 septembre à 11h40 | 2 septembre à 11h40 |
|  |                       |                       |                        |                        |                       |                       |  |  | 2 septembre à 11h40 | 2 septembre à 11h40 |
|  |                       |                       |                        |                        |                       |                       |  |  | 2 septembre à 11h40 | 2 septembre à 11h40 |
|  |                       |                       |                        |                        |                       |                       |  |  |                     |                     |
|  | 1er septembre à 10h30 |                       |                        |                        |                       |                       |  |  |                     |                     |
|  |                       |                       |                        |                        |                       |                       |  |  |                     |                     |
|  |                       |                       |                        |                        |                       |                       |  |  |                     |                     |
|  | 1er septembre à 13h10 |                       |                        |                        |                       |                       |  |  |                     |                     |
|  |                       |                       |                        |                        |                       |                       |  |  |                     |                     |
|  |                       |                       |                        |                        |                       |                       |  |  |                     |                     |
|  | 1er septembre à 10h30 | 1er septembre à 10h30 | Match pour la 3e place | Match pour la 3e place |                       |                       |  |  |                     |                     |
|  | 1er septembre à 10h30 | 1er septembre à 10h30 | Match pour la 3e place | Match pour la 3e place |                       |                       |  |  |                     |                     |
|  |                       |                       | 1er septembre à 18h10  |                        |                       |                       |  |  |                     |                     |
|  |                       |                       |                        |                        |                       |                       |  |  |                     |                     |
|  |                       |                       |                        |                        |                       |                       |  |  |                     |                     |
|  |                       |                       |                        |                        |                       |                       |  |  |                     |                     |
|  |                       |                       |                        |                        |                       |                       |  |  |                     |                     |
|  |                       |                       |                        |                        |                       |                       |  |  |                     |                     |